# Дзьоецуський педагогічний університет
Дзьоецуський педагогічний університет (яп. 上越教育大学, じょうえつきょういくだいがく; англ. Joetsu University of Education; J.U.E.) — державний університет у Японії. Розташований за адресою: префектура Ніїґата, місто Дзьоецу, квартал Ямаясікі 1. Відкритий у 1978 році. Скорочена назва — Дзьокьо́-дай (яп. 上教大, じょうきょうだい).

## Факультети
- Факультет шкільної педагогіки (яп. 学校教育学部)

## Аспірантура
- Аспірантура шкільної педагогіки (яп. 学校教育研究科)
- Спільна аспірантура шкільної освіти (яп. 連合学校教育学研究科)